# 엘레나 코타
엘레나 코타(Elena Cotta, 1931년 8월 19일 ~ )는 이탈리아의 배우이다.

## 출연 작품
- 그림자들이 지는 곳 (2017)
- 더 해빗 오브 뷰티 (2016)
- 팔레르모의 결투 (2013)